# Chrysolina aurichalcea
Chrysolina aurichalcea es un coleóptero de la familia Chrysomelidae.
Fue descrita científicamente en 1825 por Mannerheim.